# Odaii, Tîsmenîțea
Odaii (în ucraineană Одаї) este un sat în comuna Markivți din raionul Tîsmenîțea, regiunea Ivano-Frankivsk, Ucraina.

## Demografie
Componența lingvistică a localității Odaii
     Ucraineană (99,48%)
     Alte limbi (0,52%)
Conform recensământului din 2001, majoritatea populației localității Odaii era vorbitoare de ucraineană (99,48%), existând în minoritate și vorbitori de alte limbi.